# Cabezamesada
Cabezamesada es un municipio español de la provincia de Toledo, en la comunidad de Castilla-La Mancha.

## Geografía
El municipio se encuentra situado en una llanura de la comarca de La Mancha y linda con los términos municipales de Horcajo de Santiago, al este, en la provincia de Cuenca, y Santa Cruz de la Zarza, al norte y Corral de Almaguer, al sur y oeste, en la de Toledo. El río Riánsares, afluente del Cigüela, pasa por el municipio, recorriendo el término de noreste a suroeste.

## Historia
Se fundó durante la reconquista tras la derrota de Alfonso VI, en la batalla de Uclés. Las huestes cristianas que huyeron por la vega del Riánsares, fundaron a sus orillas un castillo que sería feudo de la familia Albornoz. 
Los Reyes Católicos, en el último tercio del siglo XV, durante el gran maestrazgo de don Alonso de Cárdenas, conceden a la población el título de Villa, erigiéndose el rollo como testimonio de su nueva jurisdicción.

### Descripción en elsigloXVIII
Villa del Rey, administrador perpetuo de la Orden Militar de Santiago; agregada, en cuanto a la recaudación hacendística, a Villanueva de los Infantes.
Extensión y límites: Mide media leg. A todos los aires y tres de circunferencia. Limita al E. Con la villa de El Horcajo, al S. Con tierra del común y baldío de la Ensancha del Llano, que finaliza en los términos de Villanueva y Villamayor.
Población y viviendas: A lo largo del siglo se dan las siguientes cifras: 282 y 720 habitantes. El núcleo urbano lo componen ciento doce casas, una arruinada, cerradas muchas y todas maltratadas; en un cerro próximo hay treinta y tres cuevas o sótanos. Si se regase la vega podrían mantenerse 2.000 habitantes.
Sociedad: Es labradora y pastoril; la integran un clérigo del hábito de Santiago, procede del convento de Uclés, diecisiete artesanos, setenta Sirvientes y jornaleros, dos pastores y dieciséis pobres. Los jornaleros y sirvientes ganan real y medio y mantenidos; en la época de la siega 3 rls. Y las comidas. El mayoral gana siempre 3 rls., el ayudador del ganado 2 y 1 y 1/2 el zagal.
La tierra y los cultivos: Secano, viñedo, un chaparral nuevo y pastizal. Los suelos de buena calidad sirven para cereal, rotando en el cultivo. Los malos descansan ocho años. Los viñedos se plantan en suelos de mala calidad y entre las cepas hay olivos que no dan fruto. Miden por fas. De puño, no de cuerda; echan una fa. de trigo en una de marco. El término se parcela en diez mil quinientas fas. de las que solamente media se dedica a regadío. Seis mil seiscientas a secano; de ellas ciento sesenta de buena calidad, mil doscientas de prado, en donde hay caleros y pedrisco, trescientas cincuenta de viñedo, tres mil cuatrocientas ochenta de pasto montoso y las restantes de eras e incultas.
Producción agrícola: Cereales, garbanzos, frísoles, vino, cominos y rara vez anís. La fa. de marco da siete de trigo y dos de cebada. Se recogen de quince a veinte mil fas. de grano. Por último se cría un buen lino.
Valor y beneficio de los productos: La fa. de regadío deja una utilidad de 500 rls. La fa. de trigo se paga a 17 rls. de cebada a 8, de centeno a 12, de escaña a 5, de garbanzos a 40, de frísoles 18, de cominos 20. La ar. de uva se paga a 8 rls. y la de vino a 5. El ganado deja la siguiente utilidad: El caballar 160 rls. mular 200, jumentas 90, jumentos 80, oveja 11, carnero 9, cordero 8 rls. La ar. de lana vale 30 rls. y la de queso 20.
Industria: Hay un molino harinero de rodete, en el Riansares: muele sólo cuatro meses al año. En el término llamado de Sicuéndez se localiza un yacimiento de greda, tan fina que se extrae, industrializándola y ello vale a la gente pobre para tener trabajo.
Tributos: Por servicio ordinario y extraordinario satisfacen 1.189,rls. por alcabalas, cientos y millones 4.563. Al Rey y a la Mesa maestral de Quintanar les entregan los diezmos y los collazos. Se sacan dos octavos de todo grano, vino y corderos: Uno para la Mesa Capitular de la iglesia de Cuenca y otro para el Colegio Mayor de San Bartolomé de la Universidad de Salamanca. La tercia Real para el Convento de Santiago de Uclés; lo demás para el Rey. Valen los diezmos quinientas sesenta y cinco fas. De trigo, trescientas de cebada, ciento cincuenta de centeno, cuarenta de avena, doscientas ochenta as. de vino y 3.200 rls. Las primicias: Cuarenta fas. De trigo, treinta de cebada y veinte de centeno. El voto de Santiago supone veinte fas. de trigo.
Bienes de propios: Una tierra de monte dividida en cuatro partes llama Montéalto, Tejadillo, Verguilla y Vega de Albardana. un prado en la vega del Riansares, para tres meses de pasto. Casas consistoriales, cárcel y carnicería, todo en el mismo edificio. Renta la almotacenía 800 rls. La huerta 50, el Monte de Albardana 1.500; antes valía 1.900, pero la tercera parte está cerrada para facilitar la repoblación forestal.
Cargas Concejiles: Los ingresos están gravados con un censo de 47.000rls. que se consiguió para obtener el privilegio de villazgo.
Beneficencia: Hay un modestísimo hospital o casa de hospedería, para refugio de pobres viandantes con 304 rls. de renta; al finalizar el siglo eran 500 rls.
Enseñanza: Está a cargo de un maestro de primeras letras; para ayudarse es a la vez escribano, teniendo un haber, por ambos cargos de 255 rls. al año

## Demografía
Cuenta con una población de 332 habitantes (INE 2024).
| Gráfica de evolución demográfica de Cabezamesada entre 1842 y 2021                                                    |
| |
| Población de derecho según los censos de población del INE. Población de hecho según los censos de población del INE. |

| 527                       | 503 | 491 | 482 | 494 | 478 | 476 | 489 | 494 | 469 | 454 |
| (Fuente: INE [Consultar]) |     |     |     |     |     |     |     |     |     |     |

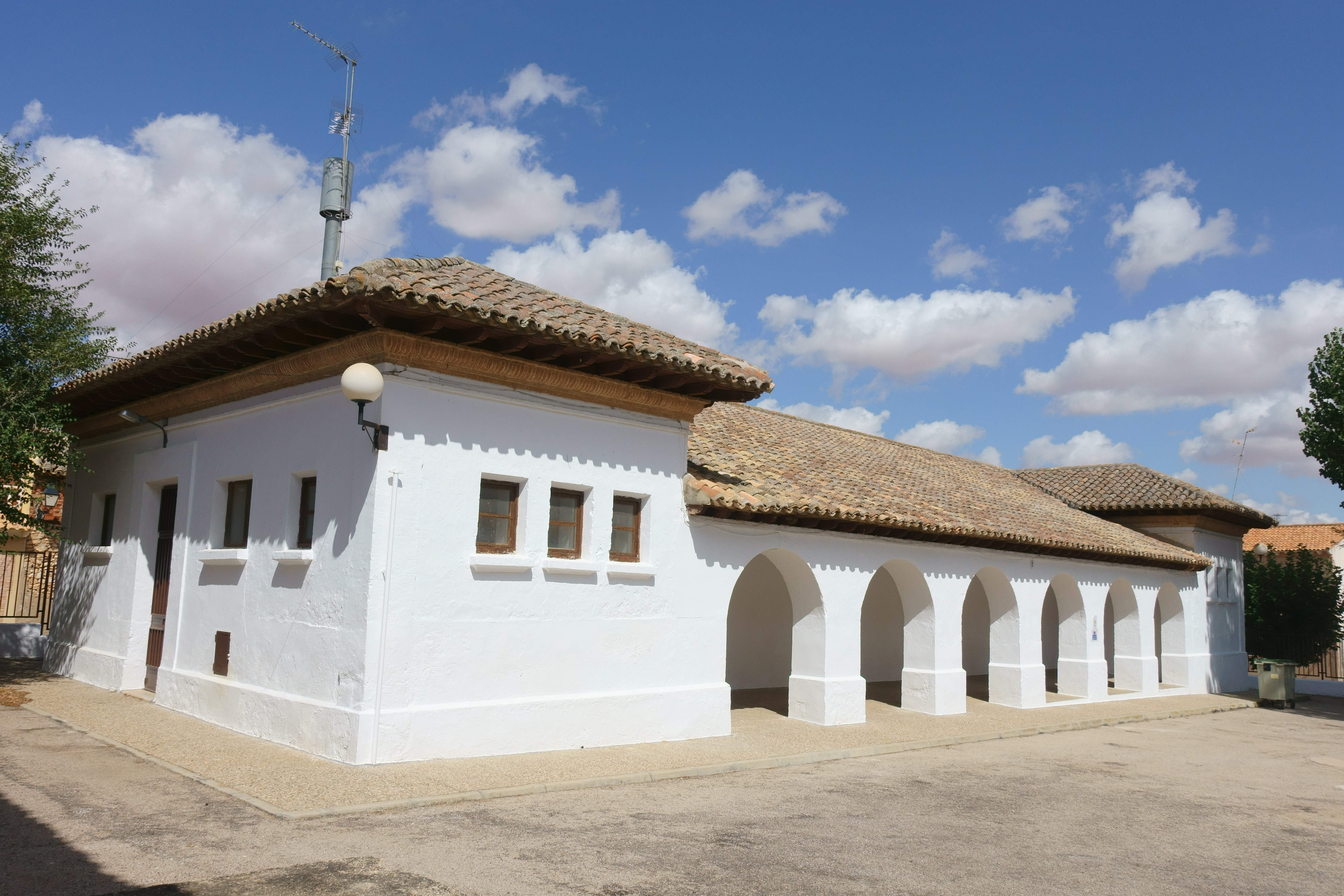
Antiguas escuelas

NOTA: La cifra de 1996 está referida a 1 de mayo y el resto a 1 de enero.

## Administración
| Periodo   | Nombre                                              | Partido       |
| --------- | --------------------------------------------------- | ------------- |
| 1979-1983 | Leopoldo Rubio Canorea                              | Independiente |
| 1983-1987 | Leopoldo Rubio Canorea                              | AP/PDP/UL     |
| 1987-1991 | Leopoldo Rubio Canorea                              | PP            |
| 1991-1995 | José Herrero Martínez                               | PSOE          |
| 1995-1999 | José Herrero Martínez                               | PSOE          |

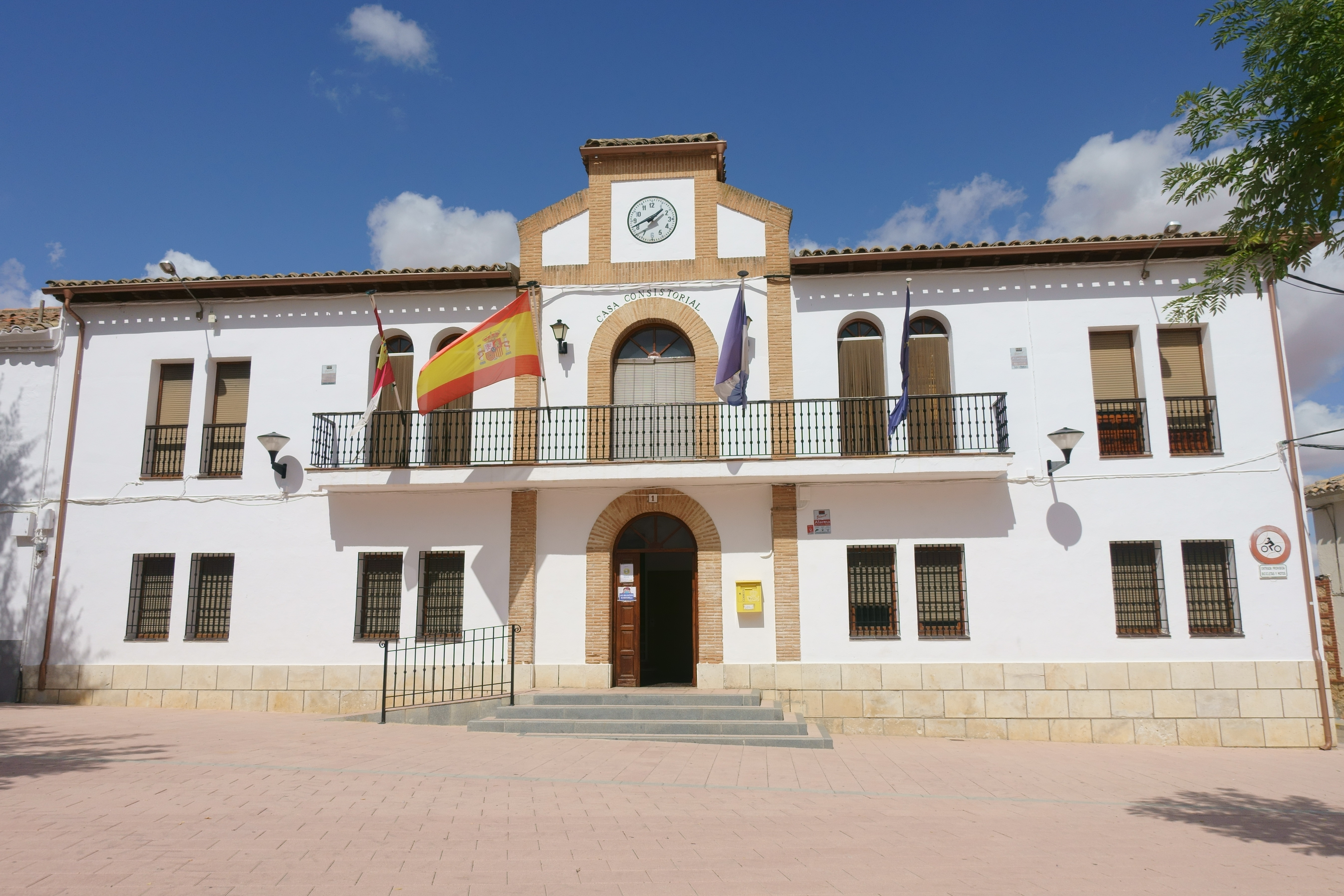
Casa consistorial

| 1999-2003 | Joaquín García-Navas Díaz--Garzón                   | PSOE          |
| 2003-2007 | Joaquín García Navas Díaz-Garzón                    | PSOE          |
| 2007-2011 | Joaquín García Navas Díaz-Garzón                    | PSOE          |
| 2011-2015 | Joaquín García Navas Díaz-Garzón                    | PSOE          |
| 2015-2019 | Joaquín García Navas Díaz-Garzón                    | PSOE          |
| 2019-2023 | José María Magro Comendador / Eva Mª Aguilar Chaves | PP            |
| 2023-act. | Mª Ángeles Herrero Comendador                       | PSOE          |

## Monumentos

### Iglesia parroquial de la Inmaculada Concepción

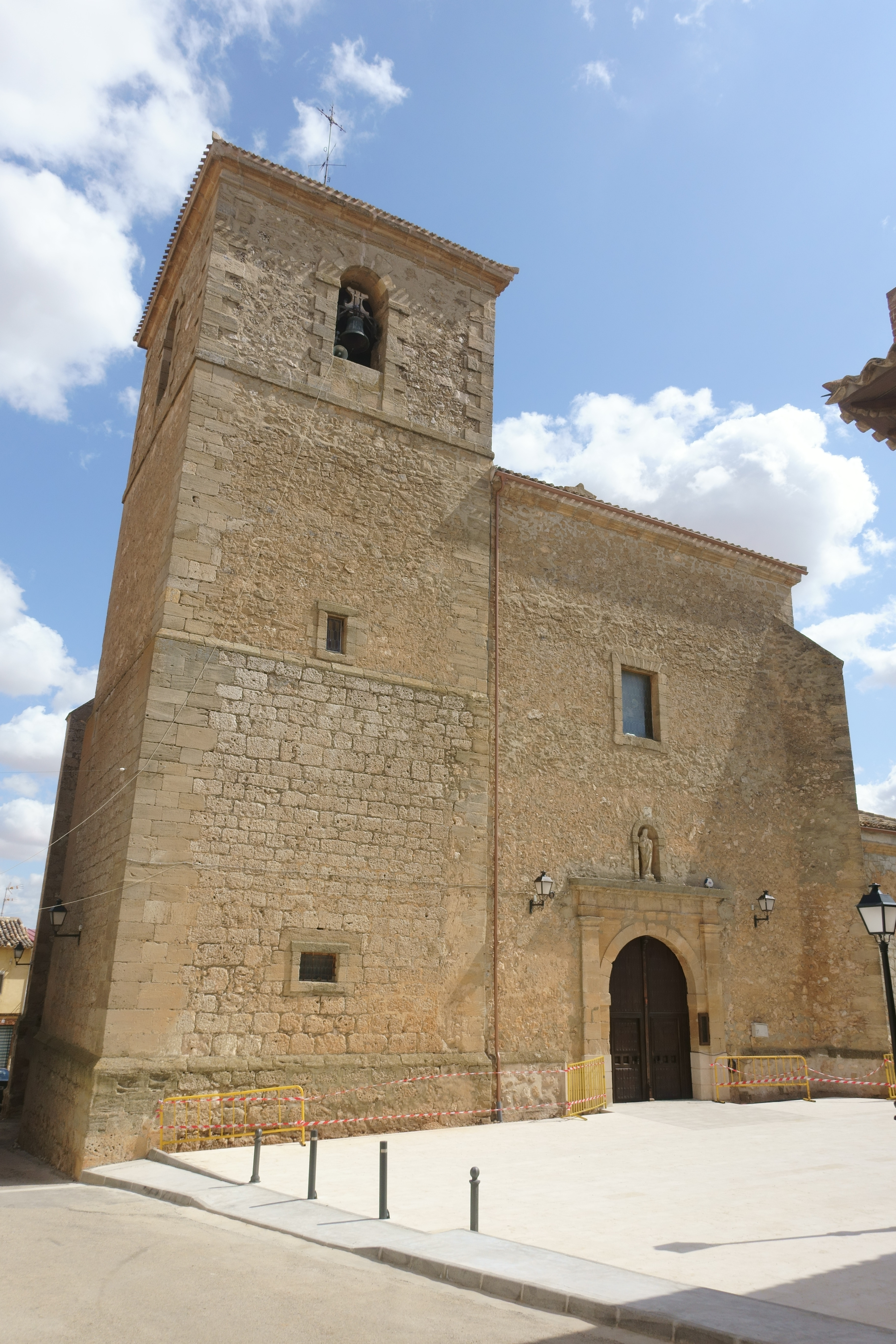
Iglesia de la Inmaculada Concepción

La iglesia fue mandada construir en 1498 al maestro de cantería Juan de Ochoa, quien no cumpliría con lo pactado ni en el tiempo ni en el dinero necesario para su construcción. En la capilla hay un altar de yeso con un retablo con sus imágenes de pincel de Santa Catalina y San Antón. Al lado del Evangelio de la mencionada capilla se encuentra un arco con bustos de alabastro del Comendador Alonso Ramírez y su mujer Doña Isabel de Garnica, y un arco con la imagen de la Piedad en la parte superior.
Se cuenta que fuera de la dicha villa estaba la iglesia parrochial della e apartada del pueblo, y desta cabsa los vecinos de la dicha villa no van a oír misa en el tiempo que era razón, e las mujeres desta cabsa reciben mucha pena, especialmente en tiempo de invierno por ser el camino muy lodoso. E porque el concejo de dicha villa tenía voluntad de pasar la iglesia dentro en la villa. E con acuerdo de los alcaldes e regidores e oficiales e de todo él pueblo , se acordó que la iglesia se hiciese dentro de la dicha villa, en la plaza.
E para esto, el concejo de la dicha villa dio la dicha plaza e junto con esto se compró cierto sitio a Luis de Carrión para hacer, segund que más largamente queda en la compra del dicho sitio. Lo qual queda asentado en el libro de la dicha iglesia. Por tanto mandaron que la obra de la dicha iglesia como nuevamente se ha de hacer, se comience e se prosiga desde luego y el dicho Juan Sánchez de la Plaza mayordomo, la haga conforme a la traza y condición e remate que se le dará firmado de los dichos visitadores.
E mandaron que ningunos maravedíes se gasten de los que la iglesia tiene, salvo en la obra de la dicha iglesia, excepto cinco mil e setecientos e cinquenta maravedíes que se dieron a Luis de Carrión por lo que vendió de su casa, para hacer la dicha iglesia, e tres mil maravedíes que ha de pagar por el solar que tomó del beneficio para la dicha iglesia. E más, trece reales que pagó por un esquilón que se compró e tres reales que avía de aver él escribano de la dicha villa por una escritura que tomó a Fernán García Cabrerizo, mayordomo que fue de la dicha iglesia.
La iglesia fue mandada construir al maestro de cantería Juan de Ochoa el cual no cumplió con lo pactado ni en el tiempo de construcción ni en el dinero necesario para la construcción de dicha iglesia. Los visitadores habían estimado que la dicha iglesia debería de costar doscientos ochenta y cinco mil maravedíes. En la dicha villa de la Cabeza está comenzada a hacer una iglesia nueva de cal y de mampostería.. E por el libro de la visitación pasada parece que los visitadores dieron la manera que se había de tener para la acabar de hacer conforme a cierto parecer e traza que para ello dio Juan de Prabes, maestro de cantería, porque avía necesidad que se cubriese e acabase, por ser la dicha iglesia vieja de la dicha villa muy pequeña e no cabe en ella la gente de la dicha villa.
Los dichos visitadores presentes vieron la dicha iglesia e no se halló cubierta ni acabada como se mandó por la visitación pasada, más de que se subió la cantería della una gran parte en alto y falta de subir para todo el alto que ha de llevar hasta once pies poco más o menos.
Lo qual visto por los dichos visitadores e como la dicha iglesia al presente tiene treinta mill e tantos maravedises en dineros del alcance que se hizo al dicho mayordomo e hasta setecientas fanegas de pan e tres tinajas de vino e once arrobas e seis libras y media de lana de que se puede hacer dineros para proseguir la dicha obra. Mandaron al cura e concejo, alcaldes e regidores de la dicha villa que con toda brevedad hagan hacer e acabar la dicha obra para la dicha iglesia.
( V 1498 CABEZAMESADA F 78 )
En la dicha capilla del dicho Pedro de Burgos está un altar de yeso con un
retablo con sus imágenes de pincel de Santa Catalina y San Antón. Tiene una reja de madera. Al lado del Evangelio de la dicha capilla está un arco en donde están unos bultos de alabastro del Comendador Alonso Ramírez e su mujer Doña Isabel de Garnica, difuntos. Tienen encima del arco una imagen de la Piedad.
( v 1554 CABEZAMESADA f 407 )

### Ermita de Nuestra Señora del Castillo

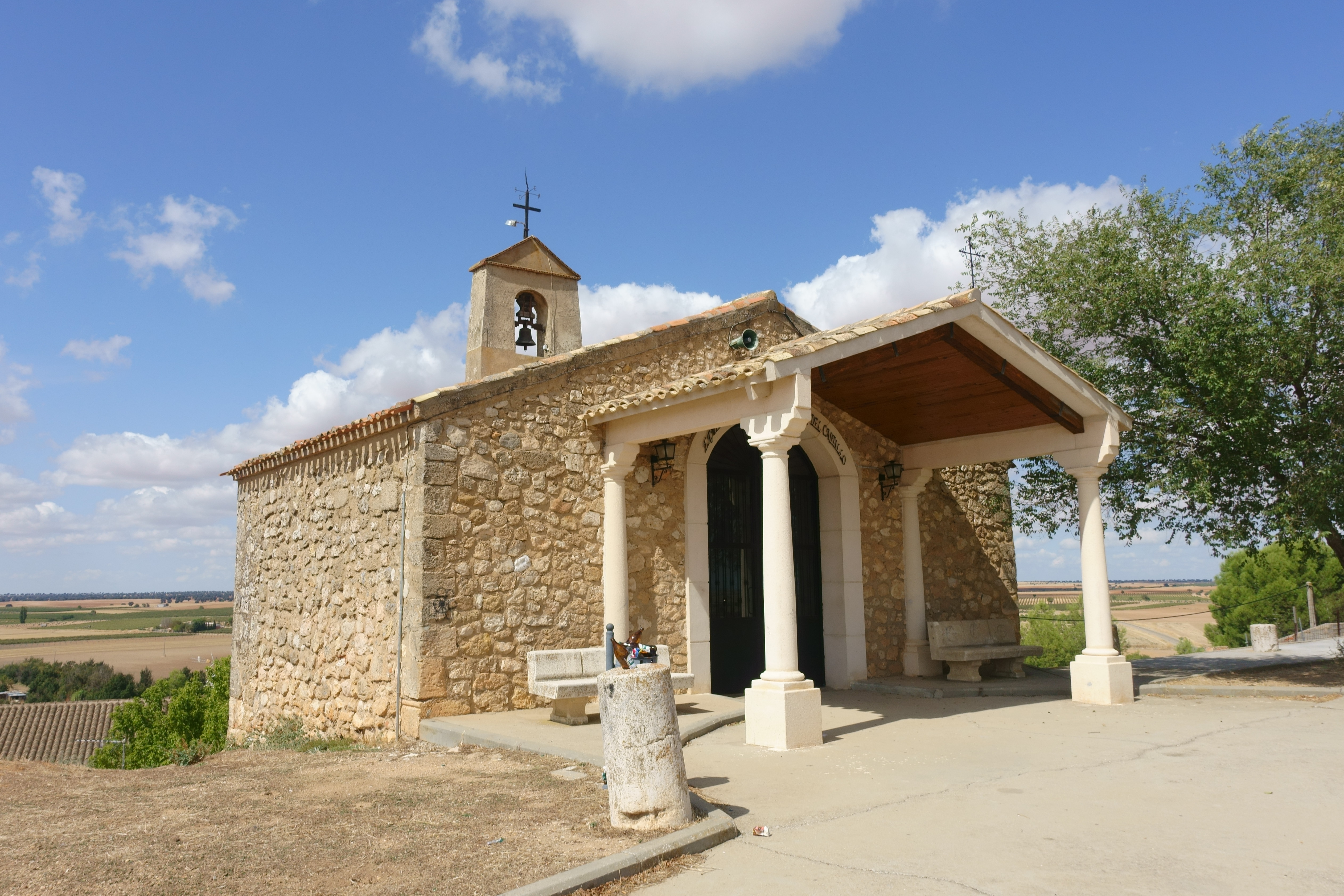
Ermita de Nuestra Señora del Castillo

Es un edificio de planta rectangular en cuyo interior la estructura sustentante aparece realizada con cerchas metálicas. En su interior se encuentra la imagen de la Virgen del Castillo. Durante las fiestas, se realiza la subasta de productos del campo para la Virgen del Castillo.

### Rollo de justicia

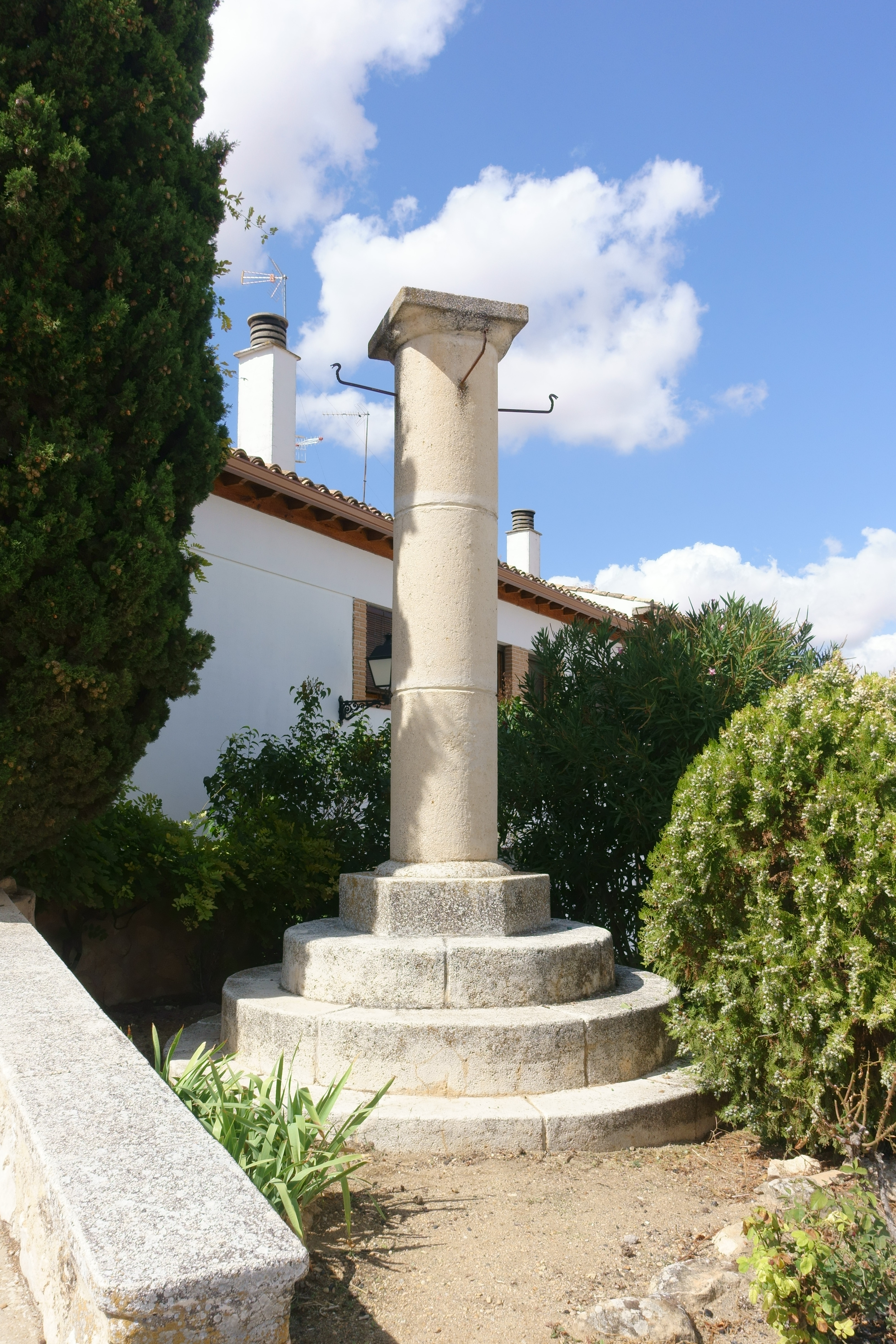
Rollo de justicia

Monumento de piedra tallada, de estilo renacentista, que se compone de una columna jónica completa situada sobre cuatro gradas cuadradas de sillería, con cuatro brazos a modo de gancho con forma de cabeza de serpiente, realizados en forja.

### Castillo
De este castillo solo se conserva un cubo en lo alto de la población que ha sido reutilizado con fines religiosos, si bien este pequeño cuerpo del castillo se encuentra algo deteriorado, pero en uso. En sus proximidades se pueden observar vestigios y restos de parte del castillo.

## Fiestas
- Abril, domingo de Resurrección: El Resucitado.
- 13 de junio: Fiestas patronales en honor de San Antonio de Padua.
- 15 de agosto bajada de la virgen del castillo desde su ermita a la iglesia
- Primer fin de semana de septiembre: Virgen del Castillo.
- la subida de la virgen del castillo a su ermita cambia de fecha según la vendimia pero suele ser entre el 2º y el 3º fin de semana de octubre. Destaca la rifa de productos del campo y las gracias a la virgen por el fruto sacado ese año.